# Parafia św. Józefa Sebastiana Pelczara w Rzeszowie
 Parafia św. Józefa Sebastiana Pelczara w Rzeszowie  – rzymskokatolicka parafia położona w dekanacie Rzeszów Wschód należącym do diecezji rzeszowskiej.

## Historia
8 września 1994 roku biskup rzeszowski Kazimierz Górny powołał rektorat pw. błogosławionego Józefa Sebastiana Pelczara dla dzielnicy Pobitno, które należało dotąd do parafii farnej w Rzeszowie.
20 sierpnia 1995 roku biskup Kazimierz Górny erygował parafię, co spowodowało przygotowania do budowy kościoła oraz zaplecza duszpasterskiego (wykupywanie działek, projekt kościoła, prace przygotowawcze). Od kwietnia 1999 roku rozpoczęto budowę świątyni parafialnej.
1 lipca 2006 roku z Przemyśla z Ludwisarni Felczyńskich przywiezione zostały 3 dzwony o imionach:
- św. Józef Sebastian Pelczar
- Jan Paweł II
- św. Wojciech

Kolatorami dzwonów są Tadeusz Woźniak Tadeusz i Julia z Barłowskich. Aktu poświęcenia dokonał ks. sufragan Edward Białogłowski w niedzielę 2 lipca 2006 r.
Parafia otacza opiekę duszpasterską Szpital Wojewódzki nr 2, którego kapelanem jest ks. Jacek Kaszycki.

## Proboszczowie parafii
| Lata         | Proboszcz                       |
| ------------ | ------------------------------- |
| 1995–2024    | ks. Stanisław Wójcik            |
| 2024–obecnie | ks. Lucjan Dyka (administrator) |

## Kościół parafialny
24 grudnia 2008 roku, w uroczystość Wigilii Bożego Narodzenia, odbyło się uroczyste przeniesienie Najświętszego Sakramentu z kaplicy tymczasowej do nowego kościoła. Poświęcenia nowego kościoła dokonał biskup rzeszowski Edward Białogłowski w asyście ks. proboszcza Stanisława Wójcika.